# Batalha do passo de Tirad
A Batalha do passo de Tirad (em espanhol: Batalla de Paso Tirad; em tagalo: Labanan sa Pasong Tirad; Ilocano: Gubat ti Paso), às vezes referida como as "Termópilas Filipinas", foi uma batalha na Guerra Filipino-Americana travada em 2 de dezembro de 1899, no norte de Lução, nas Filipinas, na qual uma retaguarda filipina de 60 homens comandada pelo brigadeiro-general Gregorio del Pilar sucumbiu a mais de 500 americanos, a maioria do 33º Regimento de Infantaria Voluntário sob o comando do Major Peyton C. March, enquanto atrasava o avanço americano para garantir que o presidente Emilio Aguinaldo e suas tropas escapassem.